# Багачеве
Багачеве (укр. Багачеве) град је Украјини у Черкашкој области. Према процени из 2012. у граду је живело 17.731 становника.

## Становништво
Према процени, у граду је 2012. живело 17.731 становника.
| 1979.  | 1989.  | 2001.  | 2012.  |
| ------ | ------ | ------ | ------ |
| 18.612 | 20.362 | 20.156 | 17.731 |